# Rusty Nail
„Rusty Nail” – dziesiąty singel zespołu X JAPAN. Wydany 10 lipca 1994 roku. Utwór zadebiutował na #1 pozycji rankingu Oricon i zdobył status potrójnej platynowej płyty. Utwór został napisany i skomponowany przez Yoshikiego, znalazł się na albumie DAHLIA. Został również użyty jako utwór tytułowy w japońskiej TV dramie Kimi ga mienai (jap. 君が見えない). Powstały również dwa teledyski do utworu, wersja animowana wydana w 1994 roku i nowsza wydana na X Japan Showcase in L.A. Premium Prototype DVD 6 września 2010 roku. Druga wersja teledysku prezentuje koncert zespołu zagrany na szczycie Kodak Theatre w Los Angeles, Kalifornia.
Został też nagrany cover do utworu tytułowego przez szwedzki heavymetalovy zespół Dragonland, który został zawarty w japońskiej edycji ich albumu Starfall.

## Lista utworów
| Nr | Tytuł                           | Słowa   | Muzyka  | Czas |
| -- | ------------------------------- | ------- | ------- | ---- |
| 1. | "Rusty Nail"                    | Yoshiki | Yoshiki | 5:28 |
| 2. | "Rusty Nail" (Original karaoke) | Yoshiki | Yoshiki | 5:28 |

## Muzycy
- Toshi: wokal
- Yoshiki: perkusja, klawisze
- hide: gitara
- Pata: gitara
- Heath: gitara basowa